# Antony Hickling
Antony Hickling, nacido el 8 de noviembre de 1975 en Johannesburgo (Sudáfrica), es un director de cine, actor, guionista y profesor franco-británico.

## Biografía
Después de estudiar durante cuatro años en The Arden School of Theatre de Mánchester continuó trabajando como actor en el Reino Unido. Se mudó a Francia para terminar su Máster y Doctorado en Artes Escénicas; el tema de su tesis fue la teoría queer. Desde entonces, Antony ha trabajado detrás de las cámaras escribiendo y dirigiendo una serie de cortos que exploran el tema «queer». 

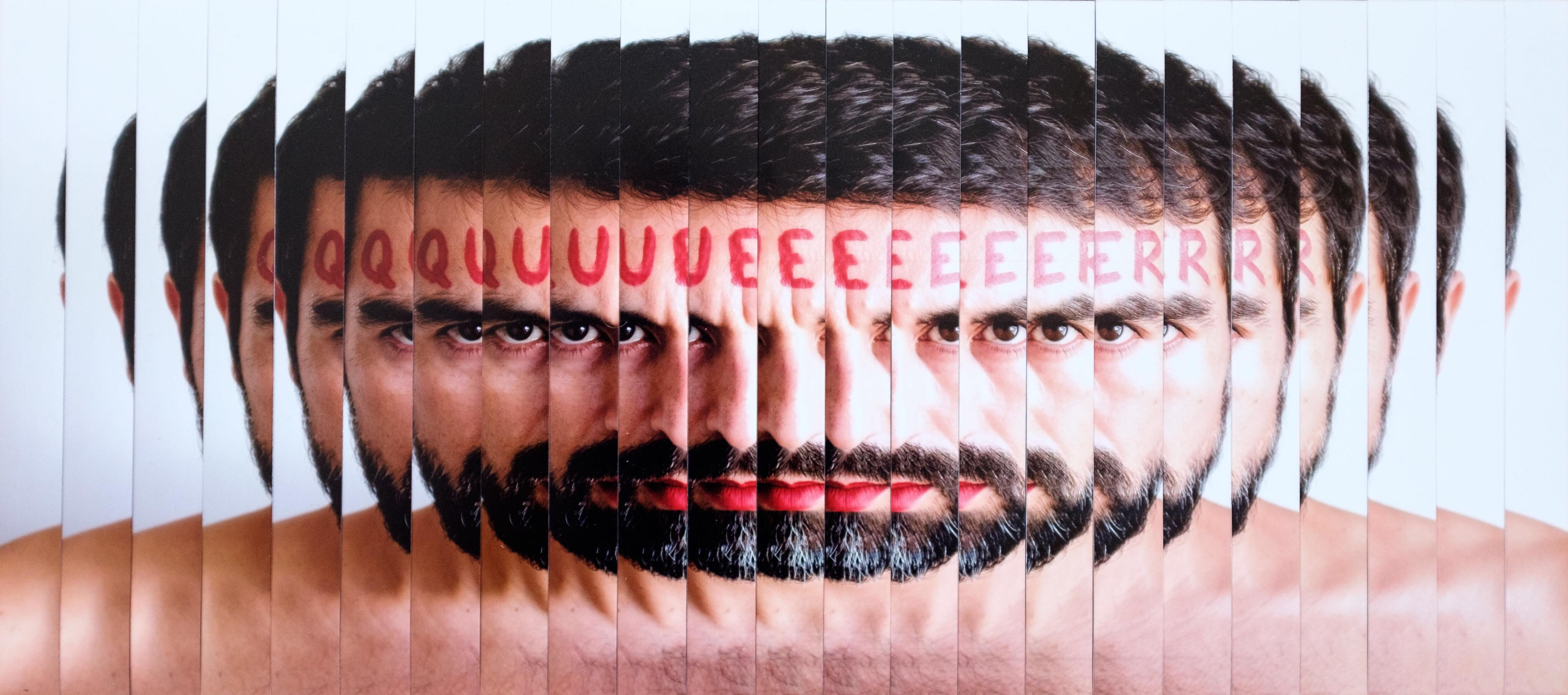
Retrato “queer” de Antony Hickling por Emmanuel Barrouyer

 Hasta ahora, todas sus películas han sido autofinanciadas y se han ido haciendo hueco en diferentes festivales de cine independiente por todo el mundo, con una buena reacción de la crítica. Entre otros trabajos, ha producido una serie de tres cortos,  L’Annonciation or The Conception of a Little Gay Boy, Little Gay Boy, ChrisT Is Dead y Holy Thursday (The Last Supper) que, juntos, se han convertido en su primer largometraje bajo el título de Little Gay Boy,(2013). Sus trabajos más recientes son la codirección del  documental End of Cruising, con el director Todd Verow, y la producción de One Deep Breath, su segundo largometraje, que cuenta con los actores Manuel Blanc y André Schneider 

## Director
- 2023 Un après-midi chez Patrick Sarfati (documental) [2]
- 2021  Down In Paris [3] (con Dominique Frot, Manuel Blanc, Jean-Christophe Bouvet & Antony Hickling)
- 2018: Frig [4][5][6]
- 2016: Where Horses Go To Die[7] (con Manuel Blanc, Jean-Christophe Bouvet)[8][9][10]
- 2014: One Deep Breath (con Manuel Blanc, André Schneider)[11]
- 2013: Little Gay Boy (con Manuel Blanc)[12][13]
- 2013: The End of Cruising (codirección con Todd Verow)
- 2011: Q.J." (corto)
- 2010: Birth 1, 2 & 3' (corto)

## Actor
- 2008 : 8th Wonderland : Como Dany
- 2010 : Arthur 3: The War of the Two Worlds de Luc Besson: Douglas[14]
- 2020: Tendre et Saignant : Sid Kharish (con Géraldine Pailhas)[15]
- 2021: Boîte noire (film) : Collaborateur
- 2021: Down in Paris : Richard Barlow[16]
- 2021: J'adore ce que vous faites : Tony William (con Gérard Lanvin (actor))[17]
- 2022: Hard Skills : Greg
- 2022: Lupin (serie) Parte 3 : Max Moller Moller[18]

## Festival de cine Focus, Jurado y Conferencia
- Jurado, TGLFF, Torino Gay and Lesbian Film Festival, Italy 2015[19]
- Jurado & centrarse en el trabajo en Timi Shorts- Timișoara, Romania 2015[20]
- Jurado, Chéries-Chéris[21] Paris, France 2012
- Jurado, Serile Filmului Gay International Film Festival 2012, Cluj-Napoca, Romania.
- Mesa redonda con Randal Kleiser, sobre el estado actual del cine LGBTQI contemporáneo para el Festival de cine Champs-Élysées, Paris[22] Paris 2017
- Centrarse en el trabajo en BIG!ff - Bari International Gender film festival Italy 2018, sponsored by Apulia Film Commission Italy.[23][24]
- Centrarse en el trabajo en Rio Festival de Gênero & Sexualidade no Cinema 2018
- Centrarse en el trabajo enfestival cultural de diversidad sexual y género, Cuernavaca, México 2018.
- Focus on his work at Chéries-Chéris MK2, Paris, France 2018
- Hybrida [GeSex#1] Coloquio internacional sobre las perspectivas de género y sexualidad en la creación artística-literaria francófona contemporánea Universidad de Valencia 2018[25]
- Centrarse en el trabajo en Queer Zagreb, Perforacije Festival Zagreb, Croatia 2019[26][27]
- Jurado, Sadique-master film festival, Paris 2019[28]
- Centrarse en el trabajo en The IV DIGO – Goias Sexual diversity and gender international Film Festival, Brasil 2019.
- Centrarse en el trabajo en Semana Rainbow, A Universidade Federal de Juiz de Fora (UFJF), Brasil 2019.
- Carte Blanche para la 25ª edición del Festival de Cine de L'Etrange, Forum des Images, París, Francia 2019
- Retrospectiva en el Festival Internacional de Cine Queer Merlinka o Merlinka festival, Belgrado, Serbia 2019

## Premios
- Down in Paris gana Mejor Largometraje en 39th Reeling: The Chicago LGBTQ+ International Film Festival octubre de 2021[29]
- Down in Paris gana el premio a: Mejor Director, Festival Internacional de Cine Queer, Playa del Carmen, México, Nov 2022 [30]
- Down in Paris gana el premio a: Mejor director de largometraje (internacional), Festival Internacional de Cine de Yellowstone, Delhi, India. Octobre 2022 [31]
- Down In Paris gana el Kim Renders Memorial Award for Outstanding Performance en el Reelout Queer Film Festival, Canadá, febrero de 2022 [32]
- One Deep Breath Mejor largometraje experimental en el festival de cine Zinegoak en Bilboa 2015[33]
- Holy Thursday (The Last supper) – Mención especial del jurado. Chéries-Chéris 2013
- Mención especial por su labor como director en Rio FICG, 2015 Little Gay Boy & One Deep Breath
- La trilogía (Little Gay Boy, Where Horses Go to Die & Frig) recibe el "Premio Christian Petermann" por un trabajo innovador. “Por su coraje y determinación. Escenarios controvertidos expresados a través de la música, la danza y la audacia "En el IV Festival Internacional de Cine DIGO - Diversidad Sexual y Género de Goias, Brasil 2019